# Campanile (Hotelkette)
Campanile ist eine im Jahre 1976 gegründete französische Hotelmarke, die sich auf das Segment der Mittelklassehotels (2 und 3 Sterne) spezialisiert hat. Sie gehört zum Unternehmen Louvre Hotels Group, der Budget-Hotelsparte der Louvre-Gruppe.
Die Campanile-Hotels sind Mittelklassehotels mit standardisierten Zimmern. Alle Hotels verfügen über ein von Jean-François Plotton entworfenes Restaurant mit All-you-can-eat-Buffetservice. Restaurants erwirtschaften 40 % des Markenumsatzes und 60 % der Kunden übernachten nicht in Hotels.
Grundsätzlich wird das Personal auf ein striktes Minimum beschränkt und die Lieferanten von Gastronomiebedarf und Möbeln sind für alle Hotels der Kette identisch, was ebenfalls zu einer starken Standardisierung der Campanile-Hotels beiträgt.

## Geschichte
Die "Société du Louvre" eröffnete 1976 das erste Campanile-Hotel-Restaurant. Anschließend expandierte die Marke weiter und bevorzugte Einrichtungen am Rande großer und mittlerer Städte in Frankreich, während sich ihr Hauptkonkurrent Ibis-Hotels hauptsächlich in den Stadtzentren niederließ.
In 2010 war die Kette in 9 europäischen Ländern mit 388 Hotels vertreten, davon 330 in Frankreich. 15 % dieser Betriebe sind Franchisebetriebe. Es ist der zweitgrößte Economy-Hotelbetreiber in Frankreich.

## Standorte
Hotels der Marke Campanile existieren in folgenden Ländern:
- Belgien
- Deutschland
- Vereinigtes Königreich
- Frankreich
- Italien
- Niederlande
- Österreich
- Polen
- Portugal
- Schweiz
- Spanien
- Marokko
- Volksrepublik China
- Vietnam